# Domenico Guglielmini
Domenico Guglielmini (Bolonha, 27 de setembro de 1655 - Pádua, 27 de julho de 1710) foi um matemático, químico e médico italiano.
Viveu e trabalhou com sucesso em Bolonha e Pádua, alcançando um nível notável de proeminência.

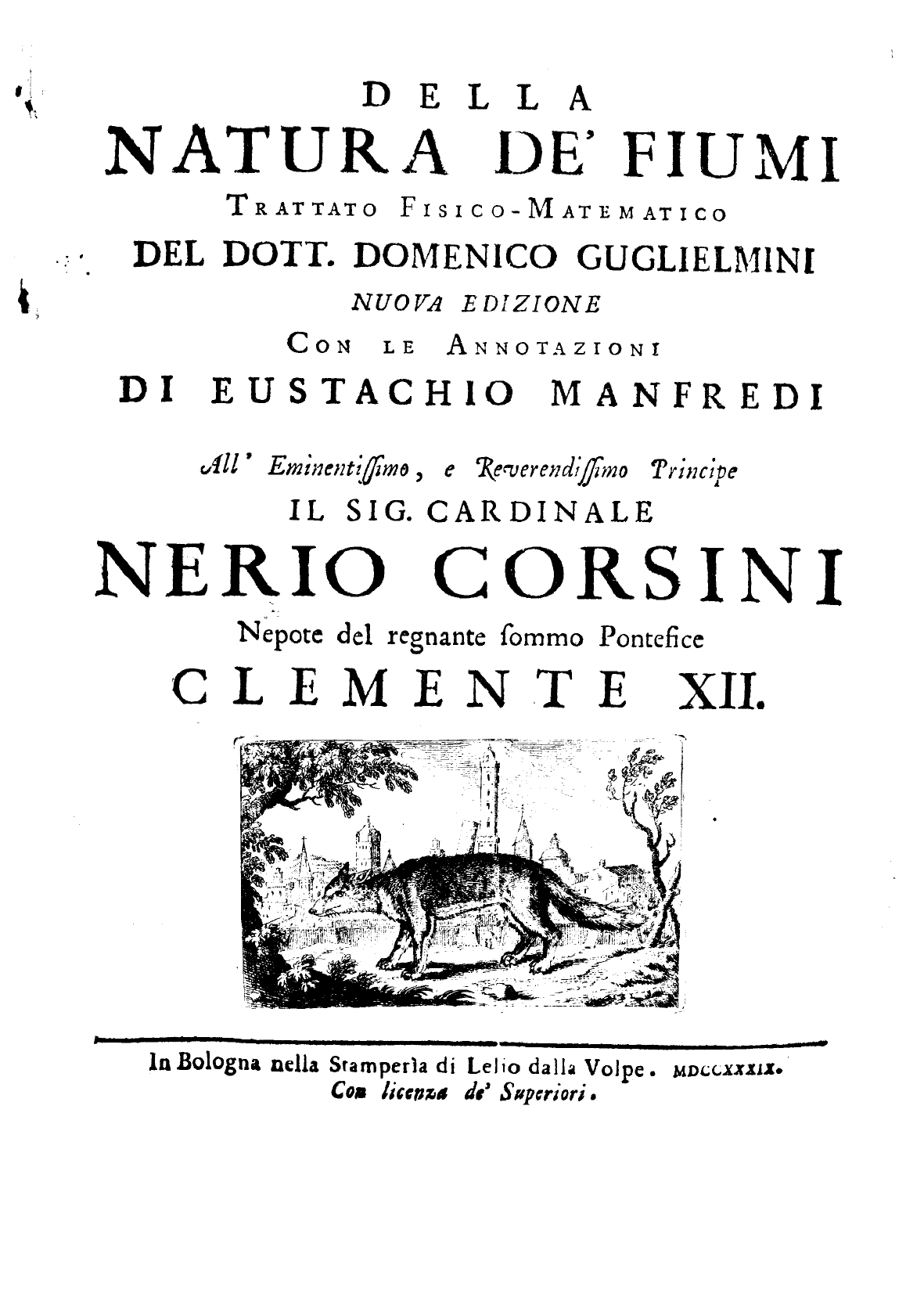
Della Natura dei fiumi

## Formação e carreira
Nascido em Bolonha no seio de uma família abastada, formou-se em medicina em 1678 com Marcello Malpighi na Universidade de Bolonha, ao mesmo tempo em que estudou matemática com Geminiano Montanari da Academia della Traccia o dei Filosofi.
Seu primeiro tópico de escrita matemática foi astronomia, mas depois ele concentrou seus estudos em hidráulica. Em 1686 foi nomeado “Administrador Geral das Águas de Bolonha”, papel importante devido ao grande número de cursos de água existentes na área e às frequentes inundações que exigiam vigilância. A experiência inspirou sua conhecida obra "Della natura dei fiumi", considerada uma obra-prima da moderna hidráulica fluvial.
Casou com Constantino Gioannetti e teve três filhas e um filho, Giuseppe Ferdinando, que se tornou seu biógrafo. Em 1690 foi nomeado professor de matemática na Universidade de Bolonha e em 1694 professor de hidrometria.
Em 1698 foi convidado pela prestigiosa Universidade de Pádua para lecionar matemática, astronomia e medicina e para colaborar na restauração das fortificações de Kotor na Dalmácia (atualmente Montenegro). Foi eleito membro da Royal Society em 1698.
Morreu em 1709 após oito meses de agonia por uma hemorragia cerebral. Ele foi sepultado na igreja de St. Massimo em Pádua e um suntuoso monumento foi erguido na Basílica de Santo Antônio de Pádua.

## Obras
- Domenico Guglielmini, Dominici Gulielmini ... Opera omnia mathematica, hydraulica, medica, et physica. Accessit vita autoris, a Jo. Baptista Morgagni ... cum figuris & indicibus necessariis, Tomus primus, Tomus secundus, Genevae : sumptibus Cramer, Perachon & socii, 1719

### Hidráulica
- Domenico Guglielmini (1690–1691). Aquarum fluentium mensura. Bologna: ex Typographia Pisariana

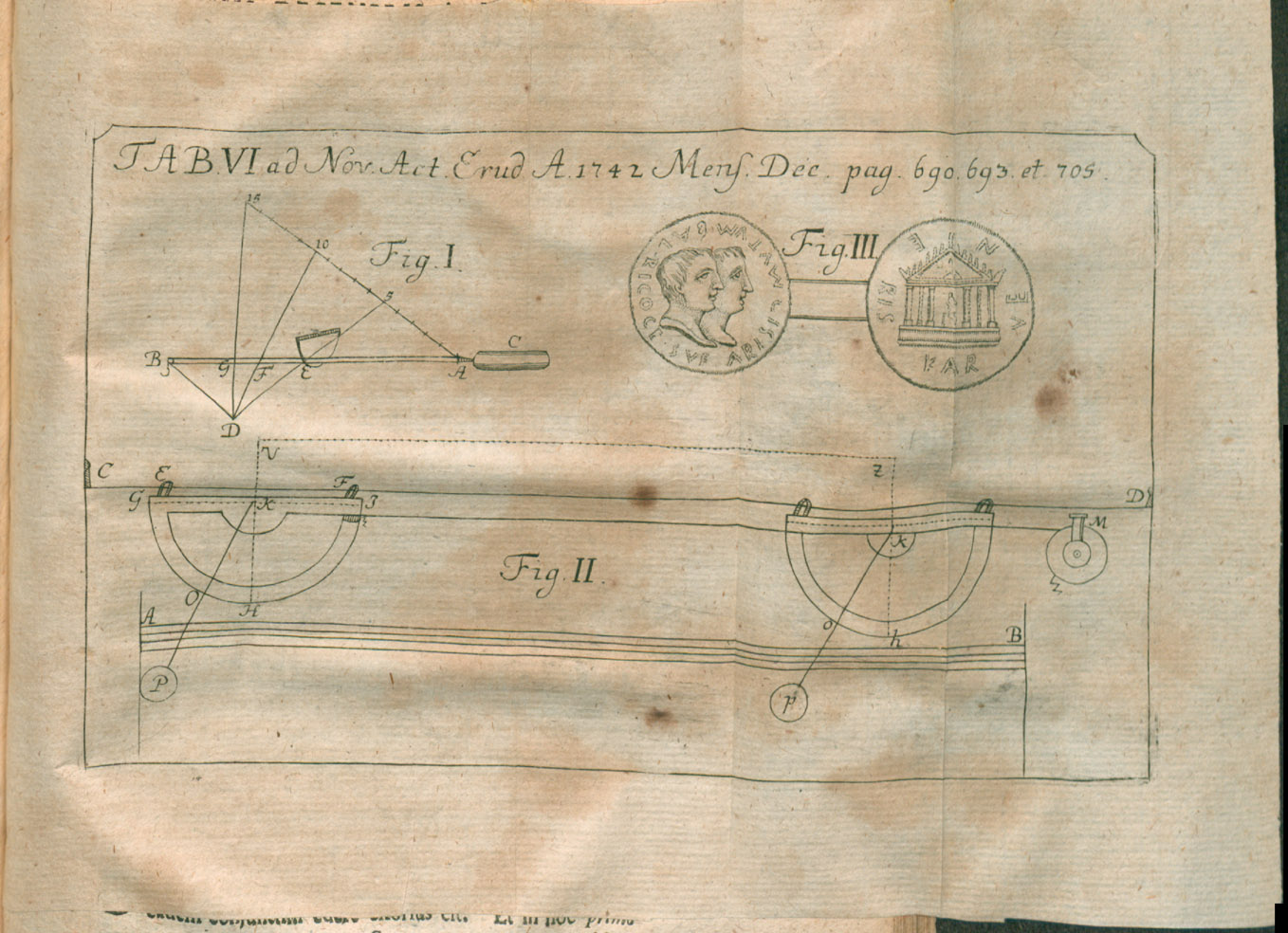
Ilustração da revisão de Natura dei fiumi, publicada no Acta Eruditorum em 1742

- Domenico Guglielmini, Dominici Gulielmini medici et mathematici Boniensis Epistolae duae hydrostaticae altera apologetica aduersus obseruationes contra mens. aquarum fluentium a clarissimo viro Dionisio Papino factas...altera de velocitate, & motu fluidorum in siphonibus recuruis suctorijs, Bononiae : apud h.h. Antonij Pisarij, 1692.
- Domenico Guglielmini (1697). Della natura de' fiumi, trattato fisico-matematico. Bologna: per gl'eredi d'Antonio Pisarri, a spese di Ludouico Maria Ruinetti libraro al Mercurio
- Della natura de' fiumi trattato fisico-matematico del dott. Domenico Guglielmini. - Nuova edizione con le annotazioni di Eustachio Manfredi. ... - In Bologna : nella stamperìa di Lelio dalla Volpe, 1739.
- Domenico Guglielmini, Risposta al parere de' molto reverendi padri Seur e Jacquier sopra i diversi progetti per il regolamento delle acque delle tre provincie di Bologna Ferrara e Romagna, In Firenze : appresso Andrea Bonducci, 1765.

### Química e cristalografia
- Domenico Guglielmini, Riflessioni filosofiche dedotte dalle figure de' sali dal dottore Domenico Guglielmini espresse in vn discorso recitato nell'Accademia filosofica esperimentale di monsig. arcidiacono Marsigli la sera delli 21. marzo 1688, In Bologna : per gli eredi d'Antonio Pisarri, 1688.
- Domenico Guglielmini (1705). De salibus dissertatio epistolaris physico-medico-mechanica. Venetiis: apud Aloysium Pavinum
- Domenico Guglielmini, De salibus dissertatio epistolaris physico-medico-mechanica conscripta a Dominico Guglielmini philosopho et medico Bononiensi, Lugduni Batavorum : apud Fredericum Haaring, 1707.

### Medicina
- Domenico Guglielmini, De sanguinis natura & constitutione exercitatio physico-medica Dominici Gulielmini, Venetiis : ex typographia Andreae Poleti, 1701.
- Domenico Guglielmini, Dominici Guglielmini ... Exercitatio de idearum vitiis correctione & usu ad statuendam & inquirendam morborum naturam, Patavii : apud Josephum Corona, 1707.
- Domenico Guglielmini, Dominici Guglielmini ... Commentaria in primam Aphorismorum Hippocratis sectionem, a Josepho Ferdinando filio, nonnullis explicationibus locupletata & deficientium aucta. Praemittuntur praelectiones tres in idem argumento ab eodem Dominico, Bononiae: apud Thomam Colli ex typographia S. Thomae Aquinatis, 1748.

### Física e astronomia
- Domenico Guglielmini (1677). Propositiones geographico-astronomico-geometrico-opticae. Bononiae: ex typographia Manoiessiana
- Domenico Guglielmini, De cometarum natura et ortu epistolica dissertatio occasione nouissimi cometae sub finem superioris anni; & inter initia currentis obseruati conscripta. Auctore Dominico Gulielmino, Bononiae : typis haeredis Dominici Barberij, 1681.
- Domenico Guglielmini, Pro theoria medica aduersus empiricam sectam praeletio habita Patavij die 2. Maij 1702. A Domenico Guglielmini bononiensi. Dum a mathematicarum scientiarum cathedra ad primam theoreticae medicinae transitum faceret, Venetiis : typis Hieronymi Albriccij, 1702.
- Domenico Guglielmini, Dominici Guglielmini ... De principio sulphureo dissertationes quibus mantissae loco accessit dissertatio de aethere, Venetiis : apud Andream Poleti, 1710.
- Domenico Guglielmini, Dominici Gulielmini ... Observatio solaris eclipsis anni 1684. Bononiae habita die 12. iulij eusdem anni, Patavij : typis Jo. Baptistae Conzatti, 1711.
- Domenico Guglielmini (1695). Meridiana del tempio di S. Petronio tirata e preparata per le osservazioni astronomiche l'year 1655. In Bologna: per l'erede di Vittorio Benacci